# Edeka
Edeka Gruppe — немецкая розничная группа, управляющая продовольственными супермаркетами. По состоянию на 2022 год сеть группы насчитывала 11 077 торговых точек. Крупнейшая группа розничной торговли в Германии. Edeka Gruppe является объединением кооперативов, холдинговая компания — Edeka Zentrale AG & Co KG. В списке крупнейших компаний мира Fortune Global 500 за 2023 год Edeka Zentrale заняла 288-е место.

## История
Кооператив был основан в Берлине в октябре 1907 года, первоначально назывался E.d.K. (Einkaufsgenossenschaft der Kolonialwarenhändler, «Розничный кооператив для закупки колониальных товаров»). В мае 1908 года представители 23 кооперативов розничной торговли утвердили устав организации; в 1911 году её название было упрощено до Edeka. Первые годы дела кооперативов шли хорошо, но вскоре конкурирующие торговые сети начали убеждать поставщиков отказать членам Edeka в предоставлении оптовых скидок. В 1914 году был учреждён собственный банк Genossenschaftsbank Edeka (Edekabank) для кредитования мелких участников кооператива. С экономическими трудностями во время и после Первой мировой войны Edeka справилась лучше конкурентов, к 1923 году число кооперативов, входивших в объединение, возросло до 578; в период гиперинфляции начала 1920-х годов Edeka выпускала собственные деньги.
В 1945 году штаб-квартира Edeka была перенесена в Гамбург. В 1952 году розничные кооперативы в ГДР были упразднены, но в Западной Германии Edeka продолжала развиваться. В 1950-х годах в Edeka входило 225 кооперативов, каждый из которых в среднем имел 124 торговые точки; в сумме это составляло около 20 % мелкой розничной торговли ФРГ. В середине 1960-х годов Edeka вошла в европейский союз продовольственных кооперативов Union of Food Co-ops (UGAL), учреждённый в 1963 году, также был открыт тренинговый центр. Однако конкуренция в сфере розницы возрастала, только за период с 1968 по 1970 год закрылось 2500 торговых точек, к середине 1970-х годов магазинов Edeka почти не осталось в центральных районах крупных городов. В начале 1980-х годов сеть группы насчитывала 20 300 магазинов, а к концу десятилетия осталось 13 150. В 2007 году у Tengelmann Group была куплена сеть из 4 тыс. магазинов-дискаунтеров Netto Marken-Discount.

## Деятельность
По состоянию на 2022 год группа Edeka объединяла 3500 независимых розничных предпринимателей, у которых в сумме было 5578 торговых точек. Помимо этого, Edeka Zentrale непосредственно принадлежит 1015 супермаркетов и 4304 магазинов-дискаунтеров Netto Marken-Discount. Общая выручка этих 11 077 торговых точек составила 66,2 млрд евро. Во всех точках продаётся более 6 тыс. товаров под собственными брендами (Edeka и Gut & Günstig).